# 勒布沙日 (夏朗德省)
勒布沙日（法語：Le Bouchage，法語發音：[lə buʃaʒ]）是法国夏朗德省的一个市镇，属于孔福朗区。

## 地理
勒布沙日（46°2'53"N, 0°22'41"E）面积16.43 平方千米，位于法国新阿基坦大区夏朗德省，该省份为法国西部内陆省份，北起德塞夫勒省和维埃纳省，东临上维埃纳省，东南至多尔多涅省，南至多爾多涅省，西接滨海夏朗德省。
与勒布沙日接壤的市镇（或旧市镇、城区）包括：伯内、楠特伊昂瓦莱、旧吕费克、沙坦、热努耶、叙兰。

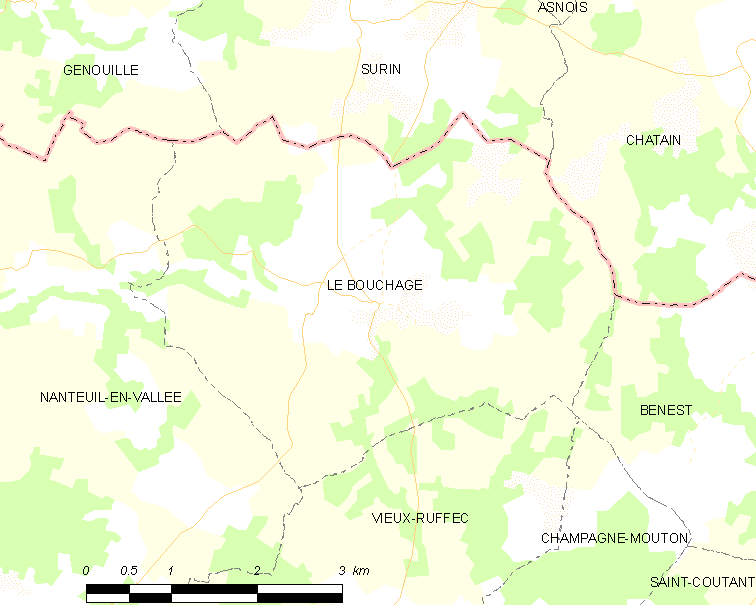
的OSM定位图

勒布沙日的时区为UTC+01:00、UTC+02:00（夏令时）。

## 行政
勒布沙日的邮政编码为16350，INSEE市镇编码为16054。

## 政治
勒布沙日所属的省级选区为夏朗德-博尼约尔县。

## 人口

1962-2008年间人口变化图示

勒布沙日于2022年1月1日时的人口数量为177人。